# 1841 en Grèce
Chronologie de la Grèce
- 1837
- 1838
- 1839
- 1840
- 1841
- 1842
- 1843
- 1844
- 1845

Cette page concerne les évènements survenus en 1841 en Grèce  :

## Création
- Banque nationale de Grèce

## Naissance
- Michaíl Arniotákis (el), acteur et scénariste.
- Stéphanos Mousoúros (el), prince de Samos.
- Aléxandros Vyzándios (el), journaliste.

## Décès
- Nótis Bótsaris, militaire, combattant pour l'indépendance.
- Ioánnis Genovélis (el), militaire durant la guerre d'indépendance et personnalité politique.
- Dimítrios Makrís, combattant pour l'indépendance.